# Tom Simpson Memorial Grand Prix
Le Tom Simpson Memorial Grand Prix est une course cycliste anglaise, organisée de 1968 à 2011 dans la ville du Royaume-Uni de Harworth, située dans le Nottinghamshire, en Angleterre. 
Cette course rend hommage au coureur cycliste britannique Tom Simpson décédé tragiquement sur les pentes du mont Ventoux en France lors de la 13e étape du Tour de France 1967 (Marseille-Carpentras). 
Il avait commencé sa carrière cycliste à Harworth, où il est enterré. Il fut champion du monde en 1965 à Lasarte-Oria, au Pays basque espagnol.

## Palmarès
| Année | Vainqueur        | Deuxième        | Troisième         |
| ----- | ---------------- | --------------- | ----------------- |
| 1968  | John Aslin       | Colin Lewis     | Peter Chisman     |
| 1969  | Hugh Porter      | Graeme Gilmore  | Barry Hoban       |
| 1970  | Harry Jansen     | Wes Mason       | John Clarey       |
| 1971  | Brian Jolly      | Sid Barras      | Danny Horton      |
| 1972  | Jim Moore        | Mick Holmes     | Bob Addy          |
| 1973  | Sid Barras       | Cees Stam       | Trevor Bull       |
| 1974  | Sid Barras       | Nigel Dean      | Dave Lloyd        |
| 1975  | Sid Barras       | Geoff Wiles     | Alan Upcraft      |
| 1976  | Hugh Porter      | Jock Kerr       | Kevin Apter       |
| 1980  | Sid Barras       | Nigel Dean      | Michael Bennett   |
| 1981  | Michael Bennett  | Ian Hallam      | Paul Carbutt      |
| 1982  | Mick Morrison    | Phil Galloway   | Tony James        |
| 1983  | Dave Cuming      | Tony James      | Dudley Hayton     |
| 1986  | Mark Walsham     | Mark Bell       | Sid Barras        |
| 1987  | Mark Walsham     | Steve Jones     | Glen Mitchell     |
| 1988  | Phil Thomas      | Malcolm Elliott | Steve Sefton      |
| 1989  | Martin Earley    | Hilton McMurdo  | Shane Sutton      |
| 1992  | Jon Clay         | Rob Holden      | Anthony Doyle     |
| 1993  | Wayne Randle     | Malcolm Elliott | Paul Curran       |
| 1994  | Chris Lillywhite | Gary Coltman    |                   |
| 1995  | Matthew Stephens | Rod Ellingworth | Shane Sutton      |
| 1996  | Mark Walsham     | Paul Curran     | Julian Ramsbottom |
| 1997  | Chris Lillywhite |                 |                   |
| 1998  | Mark Walsham     | Chris Walker    | Gary Adamson      |
| 1999  | Matthew Stephens | John Tanner     | Philip Wilkes     |
| 2004  | Michael Naessens |                 |                   |
| 2011  | Mike Harrison    | John Brown      | Paul Bethell      |

## Liens interne et externe
- Liste des anciennes courses cyclistes
- Tom Simpson Memorial Grand Prix sur firstcycling.com